# كيفين تسوجيهارا
كيفن تسوجيهارا (بالإنجليزية: كيفين تسوجيهارا)(مواليد 25 أكتوبر 1964) هو رجل أعمال أمريكي ورئيس مجلس إدارة والرئيس التنفيذي لشركة وارنر برذرز . وهو أول شخص من أصول آسيوية يرأس شركة هوليودية..

## عن حياته
نشأ كيفن في بيتالوما، كاليفورنيا. وتخرج من جامعة جنوب كاليفورنيا وحصل على درجة الماجستير في إدارة الأعمال من جامعة ستانفورد.

## حياته المهنية
في عام 1994أنضم تسوجيهارا مساعداً في الأدارة لشركة وارنر برذر. وبعدها صار رئيس مجلس الإدارة والرئيس التنفيذي بعد تقاعد رئيسها السابق باري ماير في عام 2013. وهو أول رئيس من أصول اسيوية يرأس شركة في هوليوود.

## حياته الشخصية
تسوجيهارا متزوجاً ولديه طفلين

## روابط خارجية
- كيفين تسوجيهارا على موقع IMDb (الإنجليزية)